# Iskärna

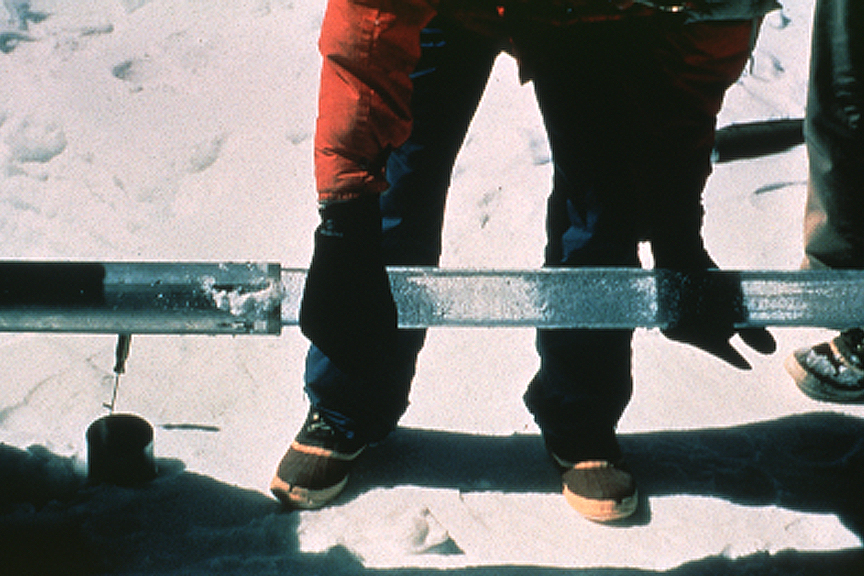
Borrning har producerat en iskärna.

För iskärna i betydelsen små partiklar som bildar iskristaller, se iskärna (isbildning).
En iskärna är ett prov från en glaciär eller någon annan många år gammal anhopning av snö och is. En iskärna har instängda luftbubblor från äldre perioder. Sammansättningen av iskärnorna, speciellt närvaron av olika väte- och syreisotoper, ger en bild av klimatet vid den tiden. Exempelvis kan man skatta historiska lufttemperaturer och koldioxidnivåer. Andra saker som kan utläsas från iskärnor är tidigare vulkanutbrott och skogsbränder.
Tidslängden för vilken iskärnan kan ge klimatuppgifter från spänner mellan några år upp till 800 000 år för iskärnor från Antarktis som borrats upp av EPICA. Lagret av den porösa firn som utgör en del av Antarktis istäcke är 50-150 m djupt.